# SV Zeist in het seizoen 1957/58
Het seizoen 1957/1958 was het derde jaar in het bestaan van de Zeistse betaaldvoetbalclub Zeist. De club kwam uit in de Tweede divisie A en eindigde daarin op de zevende plaats. Tevens deed de club mee aan het toernooi om de KNVB beker, hierin werd de club in de derde ronde, op basis van uitdoelpunten, uitgeschakeld door Feijenoord (2–2).

## Wedstrijdstatistieken

### Tweede divisie A
|       | Baronie | DHC   | DOSKO | EBOH  | Emma  | 't Gooi | Hilversum | LONGA | ONA   | UVS   | De Valk | Wilhelmina | ZFC   |
| ----- | ------- | ----- | ----- | ----- | ----- | ------- | --------- | ----- | ----- | ----- | ------- | ---------- | ----- |
| Thuis | 6 – 0   | 3 – 0 | 2 – 1 | 3 – 0 | 1 – 0 | 0 – 4   | 2 – 2     | 3 – 3 | 1 – 3 | 3 – 1 | 0 – 3   | 6 – 5      | 2 – 3 |
| Uit   | 5 – 3   | 2 – 4 | 3 – 4 | 1 – 4 | 1 – 4 | 4 – 0   | 1 – 2     | 1 – 1 | 1 – 0 | 3 – 3 | 2 – 0   | 4 – 0      | 4 – 0 |

### KNVB beker
| 1e ronde                                            | RODA                        | 1 – 3         | Zeist                                 |
| 26 december 1957 Plaats: Deventer Terrein Platvloer | Bolink                      |               | –', –', 46' Teus van Rheenen          |
| 2e ronde                                            | Zeist                       | 1 – 0 (0 – 0) | Xerxes                                |
| 11 mei 1958 Plaats: Zeist De Koeburg                | Wim van de Flier 75'        |               |                                       |
| 3e ronde                                            | Zeist                       | 2 – 2 (2 – 1) | Feijenoord                            |
| 22 mei 1958 Plaats: Zeist De Koeburg                | Witte 25' Piet de Jongh 45' |               | 21' Cor van der Gijp 60' Kees Rijvers |

## Statistieken Zeist 1957/1958

### Eindstand Zeist in de Nederlandse Tweede divisie A 1957 / 1958
| Stand | Gespeeld | Gewonnen | Gelijk | Verloren | Punten | Doelpunten voor | Doelpunten tegen |
| ----- | -------- | -------- | ------ | -------- | ------ | --------------- | ---------------- |
| 7e    | 26       | 11       | 4      | 11       | 26     | 54              | 59               |

### Topscorers
| #      | Naam               | Goal |
| ------ | ------------------ | ---- |
| 1.     | Teus van Rheenen   | 30   |
| 2.     | Henk Olthof        | 10   |
| 3.     | Wim van de Flier   | 5    |
| 3.     | Piet de Jongh      | 5    |
| 5.     | Chris Bouman       | 1    |
| 5.     | Evert van de Eshof | 1    |
| 5.     | Witte              | 1    |
| 5.     | Henk Zweserijn     | 1    |
| Totaal | Totaal             | 54   |

| #      | Naam             | Goal |
| ------ | ---------------- | ---- |
| 1.     | Teus van Rheenen | 3    |
| 2.     | Wim van de Flier | 1    |
| 2.     | Piet de Jongh    | 1    |
| 2.     | Witte            | 1    |
| Totaal | Totaal           | 6    |